# NGC 6495
NGC 6495 (również PGC 61091 lub UGC 11034) – galaktyka eliptyczna (E), znajdująca się w gwiazdozbiorze Herkulesa. Odkrył ją Albert Marth 11 maja 1864 roku.
W galaktyce tej zaobserwowano supernową SN 1998bp.